# Bolívar Lamounier
Bolívar Lamounier (Dores do Indaiá, 25 de abril de 1943) é um sociólogo e cientista político brasileiro que foi o primeiro diretor-presidente do IDESP (Instituto de Estudos Econômicos, Sociais e Políticos de São Paulo), escrevendo freqüentemente para os mais importantes veículos da imprensa brasileira. No ano de 1997 foi eleito para a Academia Paulista de Letras, sendo autor de numerosos estudos de Ciência Política publicados no Brasil

## Formação
Bacharel em Sociologia e Política pela Universidade Federal de Minas Gerais (UFMG) em 1964 e Doutor em Ciência Política pela Universidade da Califórnia, Los Angeles (1974).

## Carreira
Foi membro da Comissão Provisória de Estudos Constitucionais (“Comissão Afonso Arinos”) nomeada pela Presidência da República em 1985 para preparar o anteprojeto da Constituição. Coordenou o programa de estudos sobre a revisão constitucional do Instituto de Estudos Avançados da USP entre 1992 e 1993. Integrou o COPS (Conselho de Orientação Política e Social) da Federação das Indústrias do Estado de São Paulo entre 1989 e 2001. Presidiu o Conselho Diretor do CESOP – Centro de Estudos de Opinião Pública – da Universidade Estadual de Campinas, São Paulo, de 1993 a 1999. Em 1997 foi eleito para a Academia Paulista de Letras. É autor de numerosos estudos de Ciência Política publicados no Brasil e no exterior.

## Livros
- Os Partidos e as Eleições no Brasil (Editora Paz e Terra, 1975), co-autoria com Fernando Henrique Cardoso[5];
- Democracy and Economic Reform in Brazil, co-autoria com Edmar Bacha, incluído no volume Precarious Balance: Democracy and Economic Reform in Latin America and East Europe ,organizado por Joan Nelson e publicado pelo Overseas Development Council (Washington DC,1994);
- E no Entanto se Move: Formação e Evolução do Estado Democrático no Brasil,1930-1994, ensaio incluído no volume 50 ANOS DE BRASIL, preparado para a comemoração do cinquentenário da Fundação Getúlio Vargas (Editora da FGV,1994), com prefácio de Mário Henrique Simonsen;
- Brazil: Inequality against Democracy, ensaio incluído no volume Democracy in Developing Nations, editado por Larry Diamond,Jonathan Hartlyn, Juan Linz e Seymour Martin Lipset (Boulder, Colorado: Lyne Rienner Publishers,1990); second edition, 1999;
- A Democracia Brasileira no Limiar do Século XXI, também publicado pela Fundação Konrad-Adenauer, São Paulo, em 1995;
- (organizador) Brasil e África do Sul : Uma Comparação (Editora Sumaré, São Paulo,1996);
- Rui Barbosa e a Construção Institucional da Democracia Brasileira (Rio de Janeiro : Editora Nova Fronteira e Fundação Casa de Rui Barbosa, 1999);
- Moinho, esmola, moeda, limão: conversa em família (São Paulo: Augurium, 2004).
- (em co-autoria com Amaury de Souza) A Classe Média Brasileira: ambições, valores e projetos de sociedade. . São Paulo: Companhia das Letras, 2016;
- Tribunos, Profetas e Sacerdotes: intelectuais e ideologias no século XX. Rio de Janeiro: Elsevier, 2009;
- Liberais e Antiliberais: a luta ideológica do nosso tempo. São Paulo: Companhia das Letras, 2016;
- O Império da Lei: a visão dos advogados sobre a justiça brasileira (E-book). São Paulo: Companhia das Letras, 2016;